# Huaguo Shan
Huaguo Shan (chinesisch 花果山) ist ein 95 m hoher Hügel an der Ingrid-Christensen-Küste des ostantarktischen Prinzessin-Elisabeth-Lands. Er ragt östlich des Johnston-Fjords und nordwestlich des Lake Ferris auf der Halbinsel Feicui Bandao in den Larsemann Hills auf.
Chinesische Wissenschaftler benannten ihn 1993 im Zuge von Vermessungsarbeiten.